# Poisat
Poisat is een gemeente in het Franse departement Isère (regio Auvergne-Rhône-Alpes). De plaats maakt deel uit van het arrondissement Grenoble. Poisat telde op 1 januari 2022 2.120 inwoners. 

## Geografie
De oppervlakte van Poisat bedroeg op 1 januari 2022 2,56 vierkante kilometer; de bevolkingsdichtheid was toen 828,1 inwoners per km².

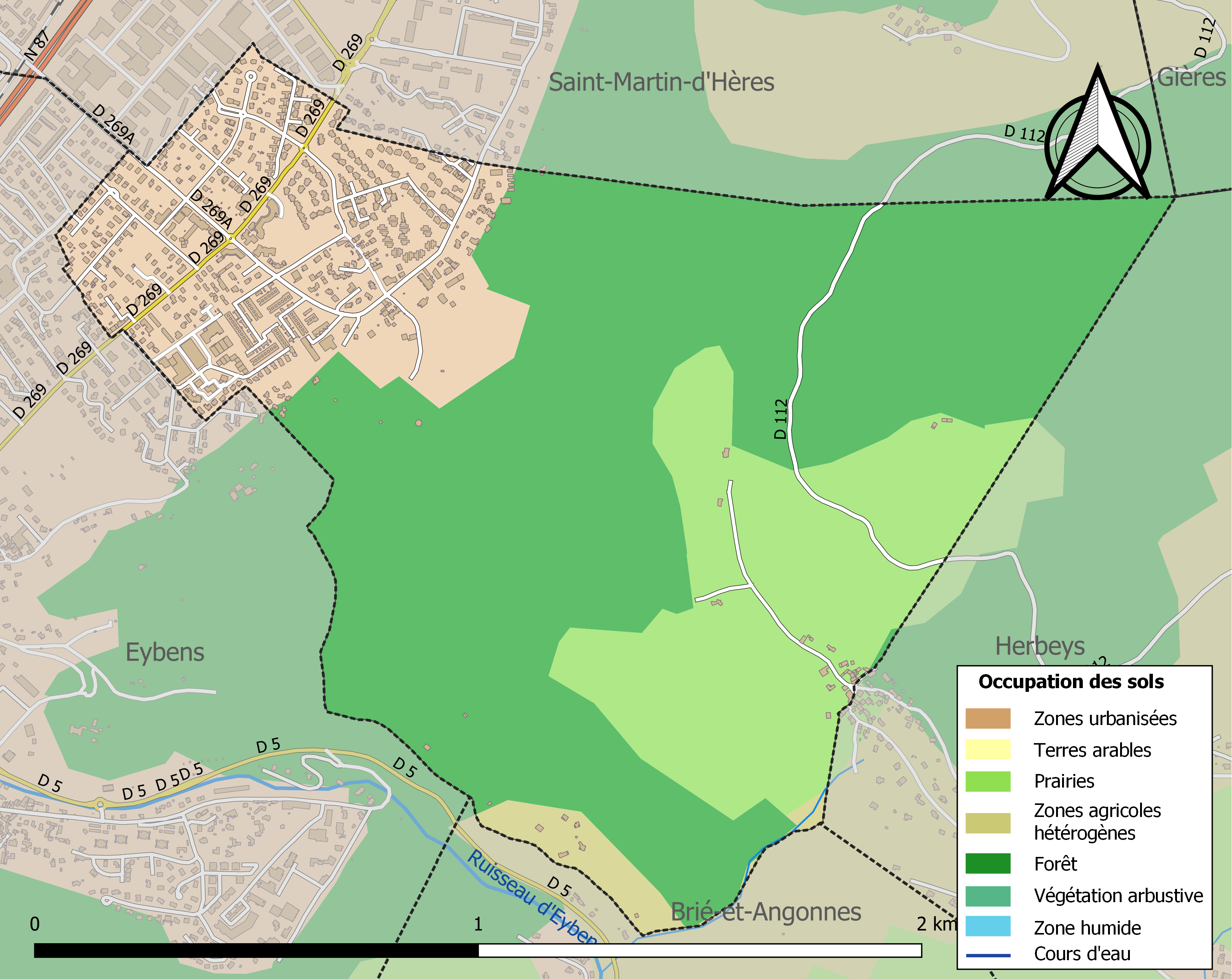
Kaart van de gemeente met de belangrijkste infrastructuur, bodemgebruik en omliggende gemeenten

## Demografie
Onderstaande figuur toont het verloop van het inwonertal (bron: INSEE-tellingen).